# Torras i Bages metróállomás
Torras i Bages egyike a Spanyolországban található barcelonai metró metróállomásainak.

## Metróvonalak
Az állomást az alábbi metróvonalak érintik:
- 1-es metróvonal

## Kapcsolódó állomások
Az állomáshoz az alábbi állomások vannak a legközelebb:
- Sant Andreu (Hospital de Bellvitge, 1-es metróvonal)
- Trinitat Vella (Fondo, 1-es metróvonal)